# Pouso Alegre
Pouso Alegre é um município brasileiro no estado de Minas Gerais, Região Sudeste do país. Localiza-se no sul mineiro, com uma população de 160 751 habitantes, de acordo com a estimativa populacional de 2024. Localiza-se a uma latitude 22º13'48" sul e a uma longitude 45º56'11" oeste, estando a uma altitude de 832 metros.

## História
O atual município tem sua origem no final do século XVI, com a fundação do Arraial de Bom Jesus de Matozinhos do Mandu, que se formou durante a passagem dos bandeirantes paulistas pela região do Alto Sapucaí, notável por sua abundância de riquezas naturais. O povoamento da área foi registrado no século XVIII, quando João da Silva doou terras para a construção de uma capela erguida em 1789, dedicada ao Senhor Bom Jesus, tendo sua primeira missa celebrada em 1795 e consagrada em 1802. A comunidade foi elevada à freguesia em 1810.
Em 1830, o Padre José Bento Leite Ferreira de Melo, conhecido por sua importância na época, funda o jornal Pregoeiro Constitucional, que teve grande influência na política local. No dia 7 de maio de 1832, a localidade obteve sua emancipação municipal, sendo desmembrada de Campanha e passando para a categoria de vila, comemorada com a instalação de um pelourinho.
Durante a década de 1840, participou da Revolução de 1842, enviando tropas para apoiar o governo. Mais precisamente no dia 19 de outubro de 1848, a localidade foi elevada à categoria de cidade, iniciando a construção de uma nova igreja matriz, consagrada em 1857 e tornando-se catedral tempos mais tarde.
Seu nome, "Pouso Alegre", faz referência à vista panorâmica da paisagem local, substituindo "Mandu", que por sua vez fazia referência ao rio da região ou, em outras fontes, a um morador chamado Manduca.

## Geografia
De acordo com a divisão regional vigente desde 2017, instituída pelo Instituto Brasileiro de Geografia e Estatística (IBGE), o município pertence às Regiões Geográficas Intermediária e Imediata de Pouso Alegre. Até então, com a vigência das divisões em microrregiões e mesorregiões, fazia parte da microrregião de Pouso Alegre, que por sua vez estava incluída na mesorregião do Sul e Sudoeste de Minas.
Pouso Alegre localiza-se às margens da Rodovia Fernão Dias, a 373 km de Belo Horizonte. A altitude máxima encontrada no município é de 1.347 metros (na Serra de Santo Antônio) e a altitude mínima é de 810 metros (na foz do Rio Cervo). A área arborizada é abundante em certos bairros e a qualidade do ar é boa. Pouso Alegre possui um Parque Ecológico Municipal, com trilhas e local de prática de arborismo e esportes radicais.

## Demografia
Conforme o Censo de 2022, Pouso Alegre apresentou uma população de 152.212 habitantes, ocupando a posição de segundo município mais populoso da região sul-mineira e a 17ª maior população de Minas Gerais, representando um crescimento de 16,53% em relação ao Censo de 2010. Embora a maior parte da população esteja na área urbana, estima-se que cerca de 10 mil pessoas vivam na zona rural. O município possui, ainda, o segundo maior eleitorado do sul de Minas.

## Religião
Religiões em Pouso Alegre(2010)
Segundo o censo do IBGE em 2010, 72% dos habitantes do município eram católicos romanos, 20% eram evangélicos, 4% não tinham religião, 2% eram espíritas, 1% era testemunhas de Jeová e 1% professava outras religiões.

### Religião católica
A diocese de Pouso Alegre foi criada em 4 de agosto de 1900, desmembrada das dioceses de São Paulo e Mariana, e elevada a arquidiocese em 14 de abril de 1962. A sé episcopal está na catedral metropolitana, erguida no local em que, em 1802, foi construída uma capela dedicada ao Senhor Bom Jesus.

### Protestantismo
Dentre as denominações protestantes em Pouso Alegre, a maioria é pentecostal, que constitui cerca de 12% da população do município. A Assembleia de Deus é o maior grupo pentecostal, com 6% da população, seguida pela Congregação Cristã no Brasil com 2% e pela Igreja do Evangelho Quadrangular, também com 2% da população do município.

## Economia

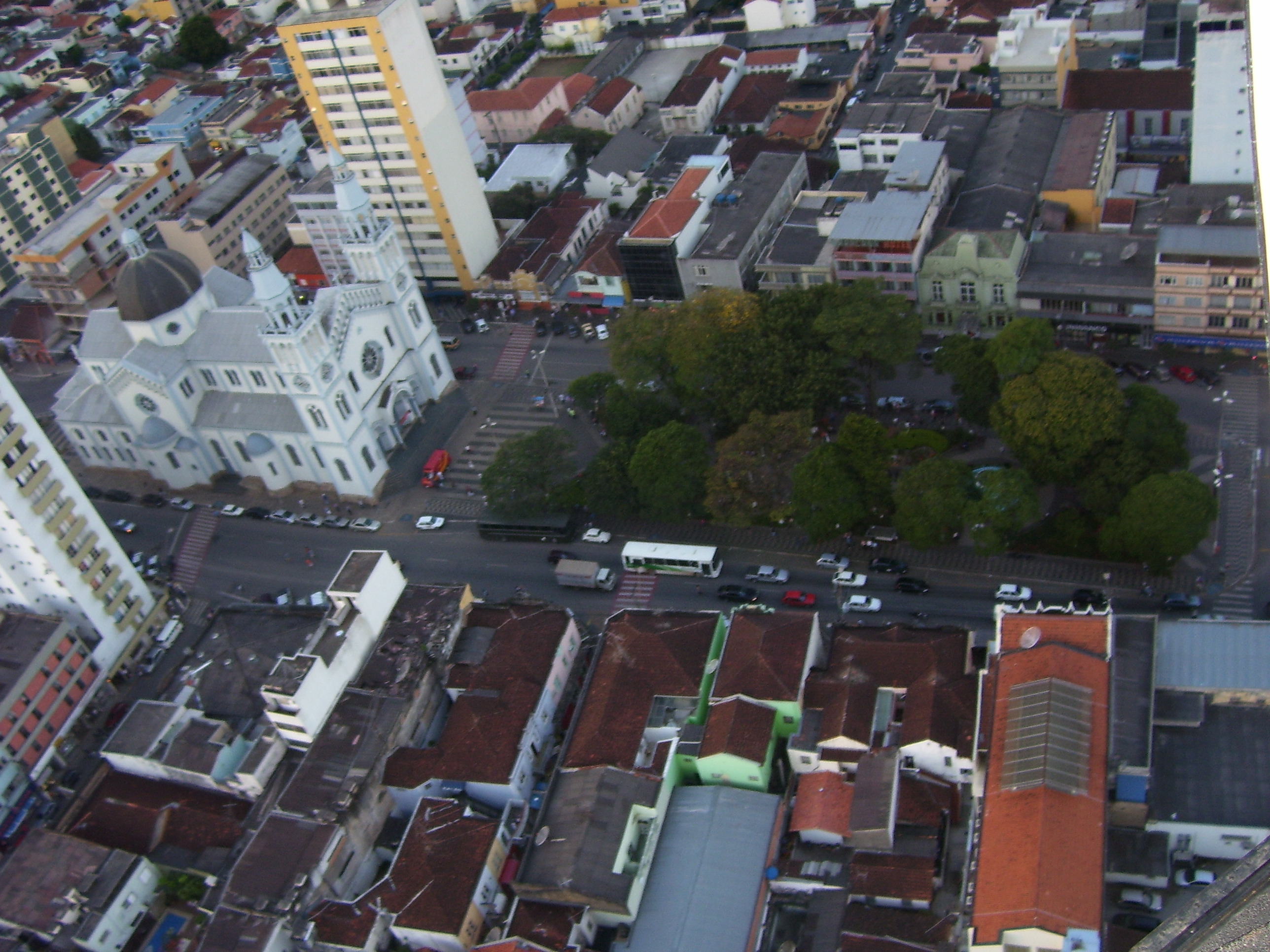
Destaque para a praça Senador José Bento e a Catedral Metropolitana.

Em 2021, Pouso Alegre ocupava o 14º maior Produto Interno Bruto do estado.

## Turismo

### Atrações
- Capela Pântano dos Rosas;

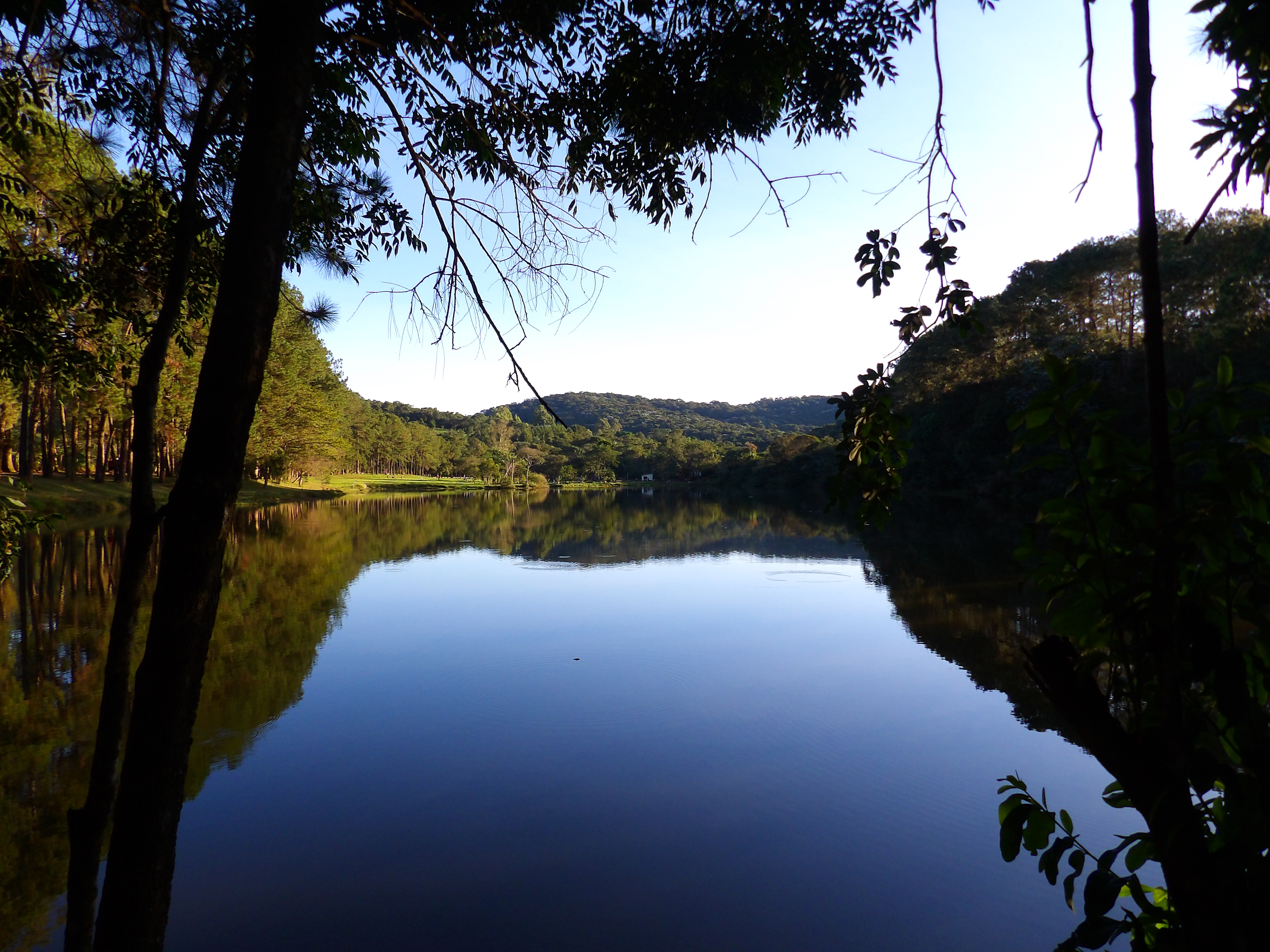
Parque Municipal de Pouso Alegre

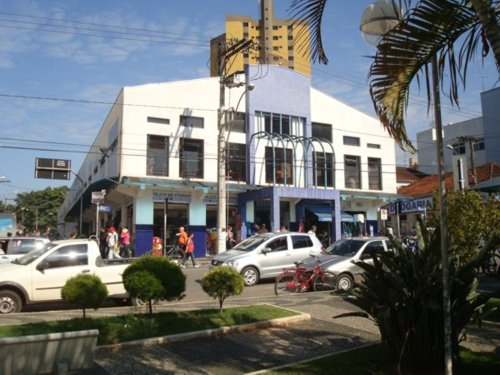
Mercado Municipal de Pouso Alegre

- 14º GAC (Grupo de Artilharia de Campanha);
- Antiga Estação Ferroviária (Hoje centro de Convivência do Idoso);
- Capela Nossa Senhora Aparecida (Remonta);
- Capela Nossa Senhora de Fátima;
- Capela Santa Doroteia;
- Capela Santa Teresinha (Fachada réplica da capela do Carmelo de Lisieux);
- Capela São Benedito;
- Carmelo da Sagrada Família (Monjas Carmelitas Descalças);
- Catedral Metropolitana de Pouso Alegre;
- Conservatório Estadual de Música;
- Cristo Redentor (A 3ª maior réplica do Brasil, no Bairro São João);
- Estádio Municipal Irmão Gino Maria Rossi, conhecido como "Manduzão" (referência ao principal rio do município), inaugurado em 1997, com capacidade para 25.000 pessoas (um dos maiores do estado) e formato circular;
- Feira do Livro Espírita;
- Galeria Artigas;
- Mercado Municipal;
- Minas de Água mineral, destaque para o fontanário da Mina do Machado;
- Museu Histórico;
- Museu Municipal;
- Palácio Episcopal;
- Parque Natural Municipal de Pouso Alegre (Antigo Horto);
- Pastéis de farinha de milho (tombado patrimônio histórico da cidade, pode ser encontrado facilmente nas principais ruas de Pouso Alegre);
- Praça João Pinheiro;
- Primeira Fonte Luminosa do Brasil (instalada em 1935 - Projetada e executada por Antonio Correa Beraldo, e é localizada na Praça Senador José Bento);
- Quarta na Praça (Evento realizado semanalmente na Praça João Pinheiro);
- Santuário;
- SerraSul Shopping (143 lojas, multiplex com 4 salas e área de lazer);
- Teatro Municipal (que é uma réplica do Teatro de Milão);
- Estação Ferroviária Turística (atualmente desativada).[21]

### Natal de Luzes

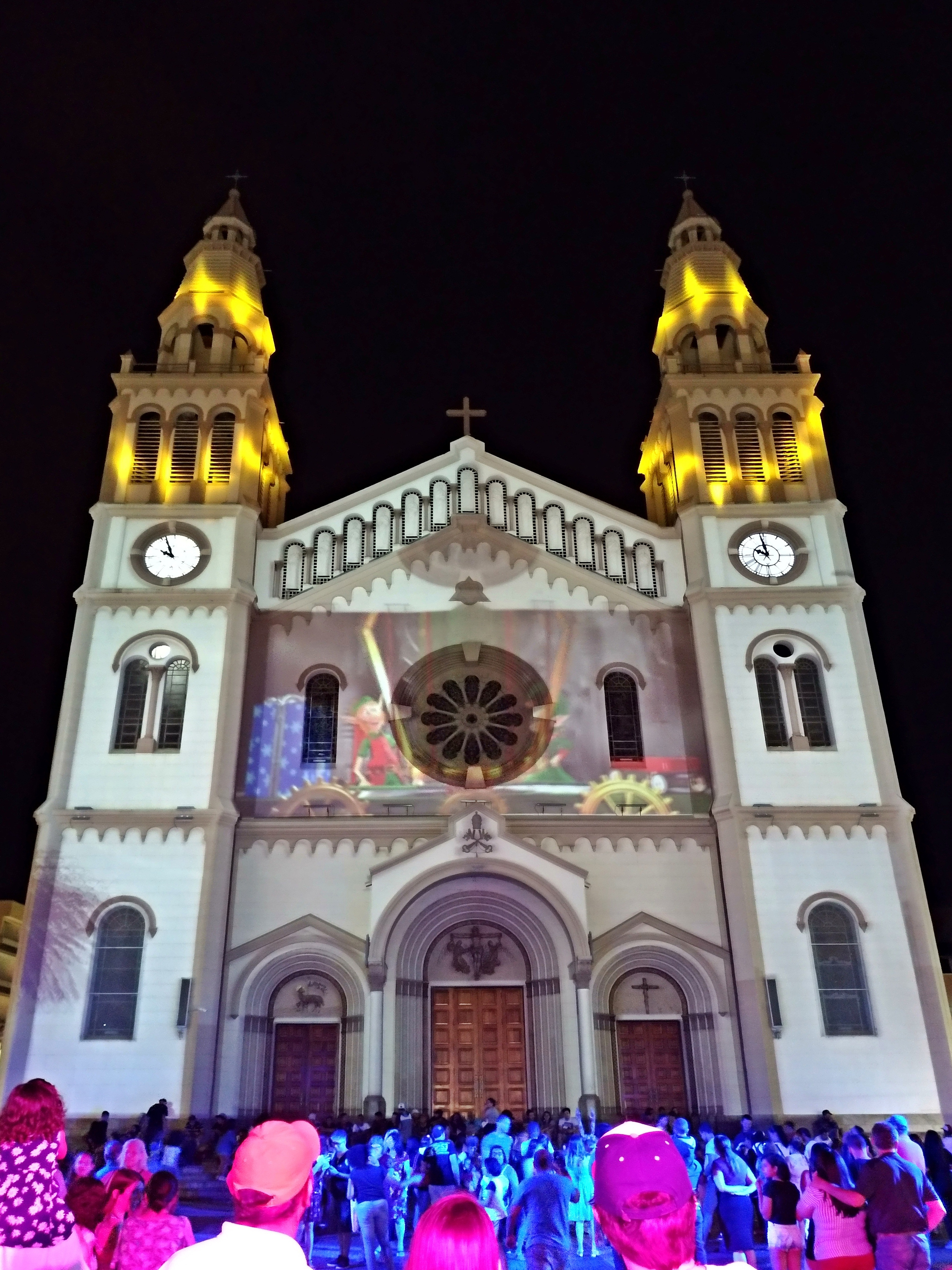
Iluminação de Natal na Catedral Metropolitana, 2018.

Inaugurado no dia 8 de dezembro de 2009, o Natal de Luzes de Pouso Alegre foi recebido com muita alegria. No dia da inauguração houve Cantata das Crianças, fogos de artifício, a iluminação de todos os prédios municipais (inclusive a Catedral Metropolitana) e a chegada do Papai Noel de rapel na torre direita da Catedral.
Em 2010, produzido pela ACIPA, foi inaugurado com a presença da Orquestra Sinfônica de Ribeirão Preto.
Em 2011, a Prefeitura Municipal em parceria com a ACOMCEPA (Associação do Mercado Municipal) inaugurou o Natal de Luzes com a presença da Meninas Cantoras de Petrópolis.
Em 2015, a Prefeitura Municipal não realizou o Natal de Luzes. Contudo, a iluminação especial de Natal voltou a ser realizada em 2018 na Praça Senador José Bento, onde fica a Catedral Metropolitana.

### Cavalgada da Paz
Acontece sempre no mês de abril, em 2016 acontecerá sua 12ª edição, a Cavalgada da Paz sai do CEMA (Ceasa), onde os cavaleiros se reúnem, passam pelas ruas da cidade levando a imagem de Nossa Sra. do Desterro até a Zona Rural, no Bairro Cajuru onde recebem a bênção.
Evento cultural e religioso que já se tornou tradição na cidade, reunindo em média 120 cavaleiros e 40 charretes e carroças. Idealizado pela Comitiva de Cavaleiros.

## Transporte

### Acessos rodoviários

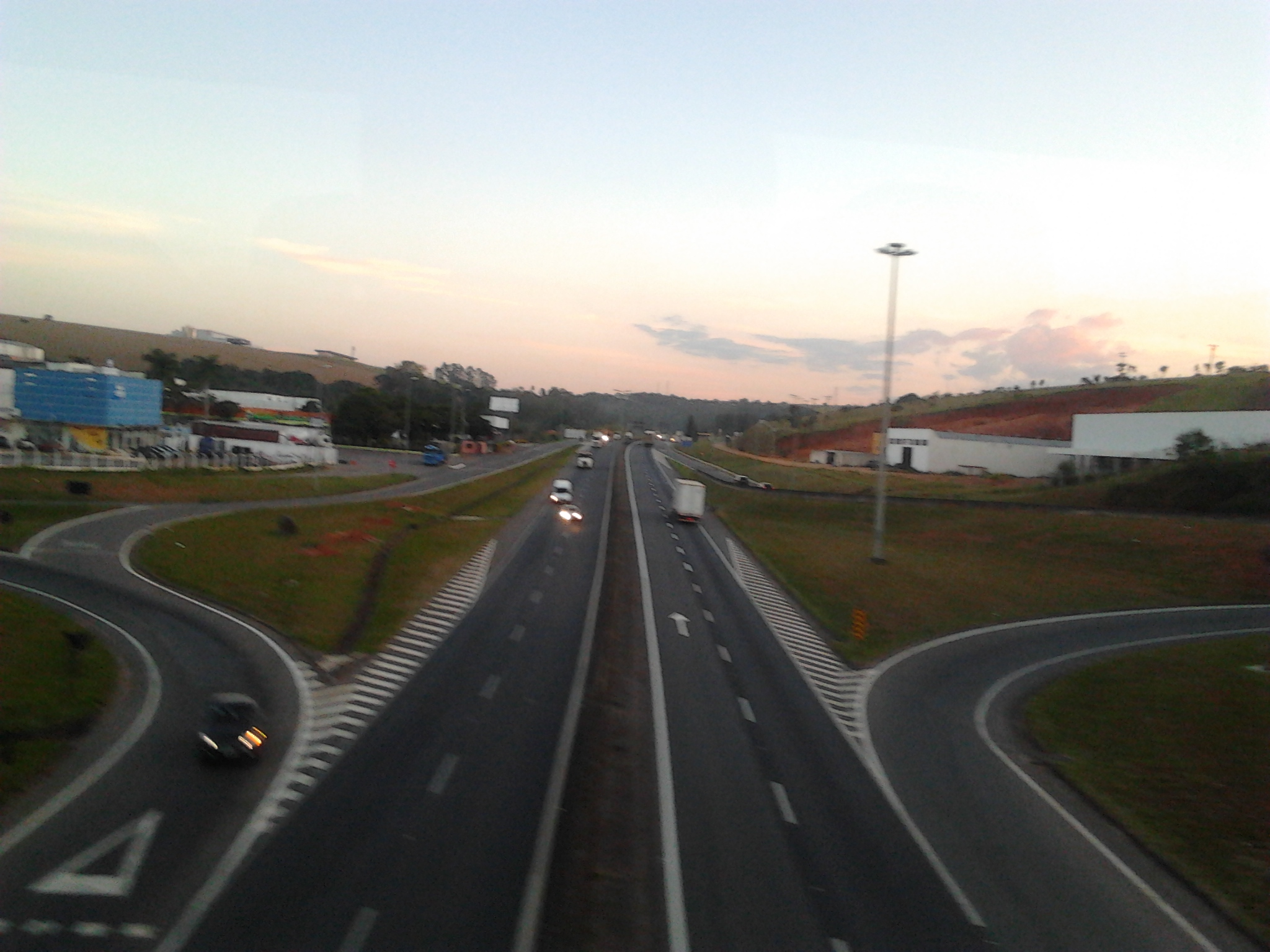
Rodovia Fernão Dias em Pouso Alegre

No município estão localizadas várias empresas de transportes e logística e centros de distribuição, já que o mesmo é um importante entroncamento rodoviário, servido por 5 rodovias: MG-179, MG-173, MG-290, BR-381 e BR-459. Pouso Alegre é sede da Autopista Fernão Dias, concessionária do grupo Arteris que administra a Rodovia Fernão Dias.

### Acessos ferroviários
Pouso Alegre também esteve localizada às margens de uma importante e histórica ferrovia local, a Estrada de Ferro Sapucaí, que por muitos anos, realizou o transporte de cargas e passageiros da região e trouxe inúmeros benefícios ao seu desenvolvimento econômico. Após ser desativada em 1984, grande parte dos trilhos foram retirados da cidade em 1989. Porém, uma pequena parte desses foram reaproveitados pela Associação Sul Mineira de Preservação Ferroviária para o funcionamento de um trem turístico que operou entre os anos de 1999 e 2002 e que ligava a entrada do centro urbano com a zona rural do município. Com o fim das operações do trem turístico e o descaso da Prefeitura local, o pequeno trecho mantido da ferrovia se encontra desativado e abandonado.

### Aeroportos
O município é servido pelo Aeroporto de Pouso Alegre (IATA: PPY, ICAO: SNZA), em operação desde a década de 1950 e localizado a 8 quilômetros do centro da cidade.
Em 2023, o aeroporto foi reinaugurado e passou a ser utilizado para operações com aeronaves particulares, governamentais, empresariais e de emergência, após autorização da Agência Nacional de Aviação Civil (ANAC). A reinauguração seguiu a conclusão das obras de revitalização iniciadas em 2020, que incluíram melhorias na infraestrutura geral e a instalação de iluminação na pista, que possui 1.280 metros de extensão por 30 metros de largura. O aeroporto é administrado pela Prefeitura de Pouso Alegre, que tem autorização para explorar o local para atividades aeroportuárias até 2050.
Em 2013, a prefeitura do município propôs, com base em um projeto empresarial, a construção do Aeroporto Internacional de Cargas Padre Senador José Bento Leite Ferreira de Mello, em uma área de 200 alqueires, próxima à BR-381 e ao Distrito Industrial. No mesmo ano, os bairros Cidade Vergani, Curralinho, Fazendinha e Cajuru foram declarados zonas aeroportuárias. O projeto incluía uma pista de 4.100 metros, com capacidade para 78.125 toneladas e movimentação de 9.456 passageiros por ano. Em 2015, foi aprovado pela Câmara de Vereadores o modelo de Parceria Público-Privada (PPP), mas o processo licitatório acabou suspenso no ano seguinte.